# Roeland Schaftenaar
Roeland Pieter Schaftenaar (Utrecht, 29 luglio 1988) è un cestista olandese.

## Biografia
È il fratello maggiore di Olaf Schaftenaar, a sua volta cestista.

## Carriera
Con i Paesi Bassi ha disputato due edizioni dei Campionati europei (2015, 2022).

## Palmarès
- Campionato olandese: 2

Leida: 2022-2023, 2023-2024
- Coppa d'Olanda: 1

Leida: 2023
- BNXT League: 1

Leida: 2022-2023
- A2 Ethniki: 1

Iōnikos Nikaias: 2018-2019
- Supercoppa d'Olanda: 2

Leida: 2023, 2024